# 元号

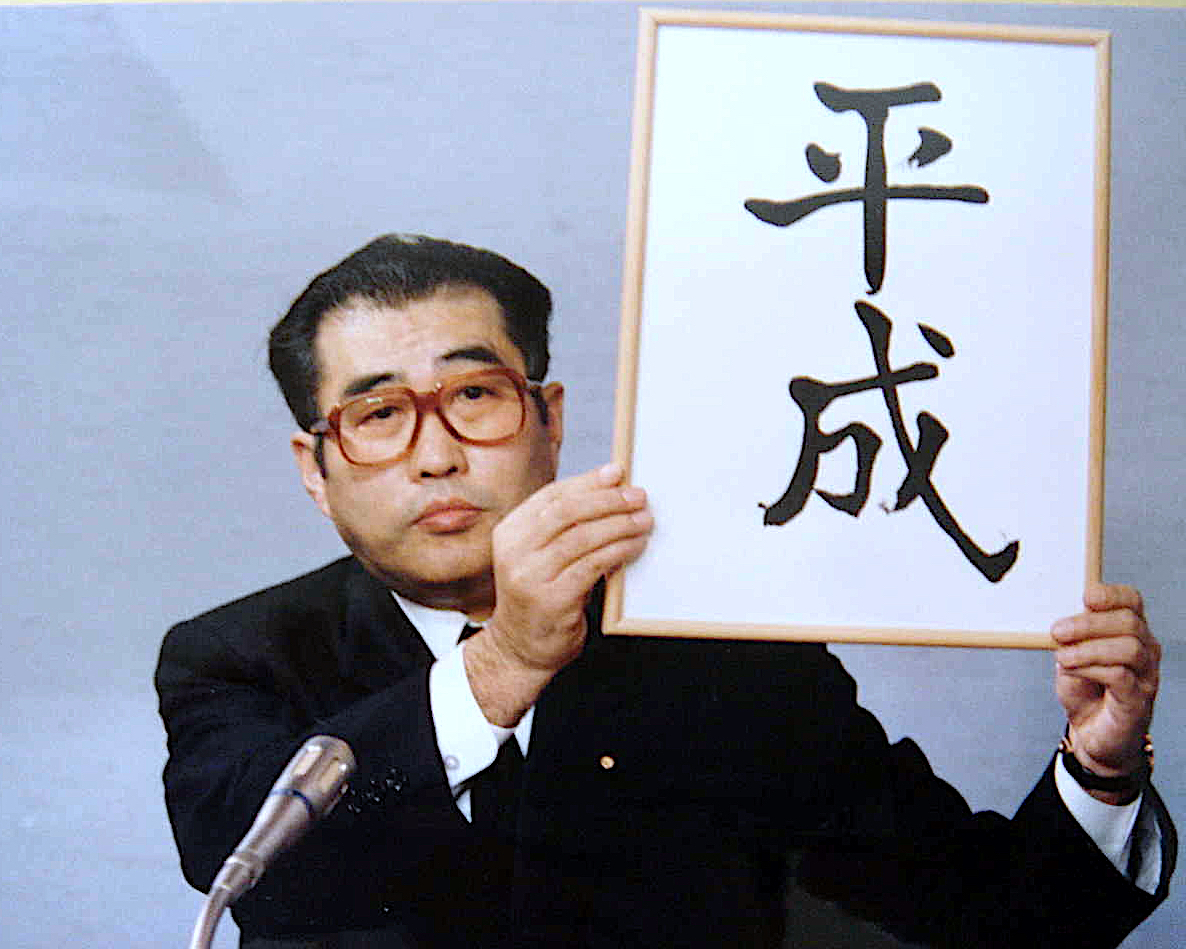
1989年（昭和64年）1月7日、総理大臣官邸にて新元号「平成」を発表する内閣官房長官小渕恵三。元号法に基づき史上初めて内閣が元号を選定した。また、元号の発表が史上初めてテレビ中継された。

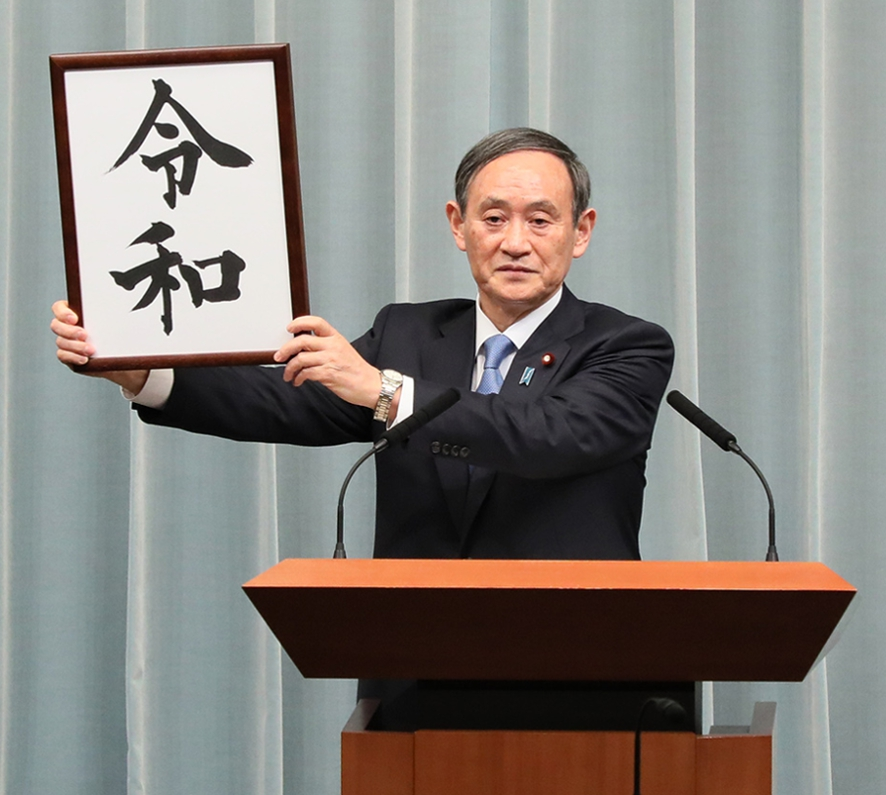
2019年（平成31年）4月1日、総理大臣官邸で新元号「令和」を発表する内閣官房長官菅義偉。憲政史上初めて元号が皇位継承（元号法による改元の要件）の前に公表された。また、元号の発表が史上初めてインターネット配信された。

元号（げんごう、旧字体：元號、英語: imperial era name）または年号（ねんごう、旧字体：年號）とは、古代中国で創始された紀年法の一種。特定の年代に付けられる称号で、基本的に年を単位とするが、元号の変更（改元）は年の途中でも行われ、1年未満で改元された元号もある。
2025年（令和7年）時点、公的には世界では日本のみで制定、使用されている。ただし、台湾を統治する中華民国の民国紀元に基づく「民国」や、朝鮮民主主義人民共和国（北朝鮮）の主体年号による「主体」が事実上は元号的な機能を果たしている。
日本における元号の使用は、孝徳天皇などの宮とする難波宮で行われた大化の改新時の「大化」から始まり、「大化」の年号と前後して「日本」という国号の使用も始まった。明治以降は一世一元の制が定着し元号法制定以後、「元号」が法的用語となった。
東アジア各国の歴史においては、中央政権以外の政治勢力や宗教者、民間が独自に年号をつくった例もあり、「私年号」と呼ばれる。

## 概説
紀年法のうち、西暦やイスラム紀元、皇紀（神武紀元）などが無限のシステム（紀元）であるのに対して、元号は有限のシステムである。皇帝や王など君主の即位、また治世の途中にも行われる改元によって元年から再度数え直され（リセット）、名称も改められる。日本では当たり前のことであるが、これは元号の大きな特徴である。
日本では一度使用された元号は二度と使用しない慣例があるが、中国などの他の元号文化圏ではそのような慣例は重視されておらず、かつて使用した元号を再使用する例が多くみられる。
元号は、古代中国の漢の武帝の時代に始まった制度で、皇帝 (中国)の時空統治権を象徴する称号である。『春秋公羊伝』隠元年では「元年者何。君之始年也」（元年とは何か、君主の治世が始まる年のことである。）とあり、これは皇帝権力の集中統一を重視する「大一統」思想の国制化であった。時の政権に何らかの批判を持つ勢力が、密かに独自の元号を建てて使用することもあった。
元号は漢字2字で表される場合が多く、まれに3字、4字、6字の組み合わせを採ることもあった。最初期には改元の理由にちなんだ具体的な字が選ばれることが多かったが、次第に抽象的な、縁起の良い意味を持った漢字の組み合わせを、漢籍古典を典拠にして採用するようになった。日本の場合、採用された字は2019年に始まった令和の時点でわずか73字であり、そのうち21字は10回以上用いられている。一番多く使われた文字は「永」で29回、2番目は「天」「元」のそれぞれ27回、4番目は「治」で21回、5番目は「応」「和」で20回である。なお、近代以降の元号のうち令和の「令」や平成の「成」、昭和の「昭」はそれぞれ初めて採用されたものである。また、平成の「平」は12回、大正の「大」は6回「正」は19回、明治の「明」は7回使われている。
独自の元号が建てられた国家には、以下の項目に挙げる他、柔然、高昌、南詔、大理、渤海がある。また遼、西遼、西夏、金は中国史に入れる解釈もあるが、いずれも独自の文字を創製しており、元号も現在伝えられる漢字ではなく、対応する独自文字で書かれていた。

## 日本の元号
元号を用いた日本独自の紀年法は、西暦に対して和暦（あるいは邦暦や日本暦）と呼ばれることがある。
日本国内では今日においても西暦（グレゴリオ暦）と共に広く使用されている。
西暦2025年は「令和7年」。
| 元号名（読み） | 初日年月日               | 現年数 | 現在位年月日数 | 天皇名           |
| --- | ------------------------ | ------ | -------------- | ---------------- |
| 令和（れいわ） | 令和元年（2019年）5月1日 | 7年    | 6年3か月と20日 | 徳仁（今上天皇） |
| 皇室典範特例法および元号法に基づく、明仁（上皇）の退位および徳仁（今上天皇）の即位（譲位による皇位継承）による改元。（） |                          |        |                |                  |

2019年（令和元年）5月1日 に、前日（平成31年）4月30日の「天皇の退位等に関する皇室典範特例法」の規定により第125代天皇明仁の退位（上皇となる）に伴い、徳仁が第126代天皇に即位した。この皇位の継承を受けて、「元号法」の規定により同年4月1日に「元号を改める政令 (平成三十一年政令第百四十三号)」が公布・5月1日に施行され、「令和」に改元された。

### 元号制定の条件
『昭和大礼記録（第一冊）』によると、一木喜徳郎宮内大臣は、漢学者で宮内省図書寮の編修官であった吉田増蔵に「左記の5項の範囲内において」元号選定にあたるように命じた。
- 元号は日本はもとより言うを待たず、中国、朝鮮、南詔、交趾（ベトナム）等の年号、その帝王、后妃、人臣の諡号、名字等及び宮殿、土地の名称等と重複せざるものなるべきこと。
- 元号は、国家の一大理想を表徴するに足るものとなるべきこと。
- 元号は、古典に出拠を有し、その字面は雅馴にして、その意義は深長なるべきこと。
- 元号は、称呼上、音階調和を要すべきこと。
- 元号は、その字面簡単平易なるべきこと。

なお、歴史的には「他国でかつて使われた元号等と同じものを用いてはならない」という条件はなかった。異朝でかつて使われた元号を意図して採用したたとえ話すらある。例えば、後醍醐天皇の定めた「建武」は、王莽を倒して漢朝を再興した光武帝の元号「建武」にあやかったものであった。また、徳川家康の命によって用いられた「元和」は、唐の憲宗の年号を用いたものである。近代の「明治」も大理国で用いられた例があり、「大正（たいせい）」もかつてベトナムの莫朝で用いられた。

#### 元号選定手続について
1979年（昭和54年）10月、第1次大平内閣（大平正芳首相）は、「元号法に定める元号の選定」について、具体的な要領を定めた（昭和54年10月23日閣議報告）。
これによれば、元号は「候補名の考案」「候補名の整理」「原案の選定」「新元号の決定」の各段階を践んで決定される。最初に、候補名の考案は内閣総理大臣が選んだ若干名の有識者に委嘱され、各考案者は2 - 5の候補名を、その意味・典拠等の説明を付して提出する。総理府総務長官（後に内閣官房長官）は、提出された候補名について検討・整理し、結果を内閣総理大臣に報告する。このとき、次の事項に留意するものと定められている。
1. 国民の理想としてふさわしいようなよい意味を持つものであること。
2. 漢字2字であること（3文字以上は不可。ただし、奈良時代の天平21年/天平感宝元年（749年）から神護景雲4年/宝亀元年（770年）にかけては、漢字4文字の元号が使用されている）。
3. 書きやすいこと。
4. 読みやすいこと。
5. これまでに元号又はおくり名として用いられたものでないこと（過去の元号の再使用は不可）。
6. 俗用されているものでないこと（人名・地名・商品名・企業名等は不可）。

整理された候補名について、総理府総務長官、内閣官房長官、内閣法制局長官らによる会議において精査し、新元号の原案として数個の案を選定する。全閣僚会議において、新元号の原案について協議する。内閣総理大臣は、新元号の原案について衆議院議長・副議長と参議院議長・副議長に連絡し、意見を聴取する。そして、新元号は、閣議において、改元の政令の決定という形で決められる。

#### 元号の字数
日本の元号は伝統的に「2文字」であるが、元号に用いることのできる文字数は明確に制限されていない。この例外は聖武天皇・孝謙天皇の時代の約4半世紀、天平感宝、天平勝宝、天平宝字、天平神護、神護景雲の5つ（4文字）のみである。

## 元号使用の現状
日本において、元号は1979年制定の「元号法」（昭和54年法律第43号）によってその存在が定義されており、法的根拠があるが、その使用に関しては基本的に各々の自由で、私文書などで使用しなくても罰則などはない。一方で、西暦には元号法のような法律による何かしらの規定は存在しない（法令以外では日本産業規格 に見られるような公的な定義例がある）。なお、元号法制定にかかる国会審議で「元号法は、その使用を国民に義務付けるものではない」との政府答弁があり、法制定後、多くの役所で国民に元号の使用を強制しないよう注意を喚起する通達が出されている。
また、元号法は「元号は政令で定める事」「元号は皇位の継承があった場合に限り改める事（一世一元の制）」を定めているにすぎず、公文書などにおいて元号の使用を規定するものではない。しかしながら、日本国民や在日外国人が記入して役所に提出する書類の多くは、年月日の年を元号で記入する書式になっている。ただし元号で書く前提のスペースに西暦で記入することは可能であり、市民団体「西暦表記を求める会」は、「私は西暦で記入します」と書いた意思表示用のカードを作成・配布している。
日本共産党は、元号の使用は慣習としては反対しないが、強制すべきではないという見解を示している。同様に、キリスト教原理主義者団体などは「元号の使用を強制し西暦の使用を禁止するのは、天皇を支持するか否かを調べる現代の踏み絵である」と主張している。
公用文作成の要領において年号を用いる際、元号か西暦のどちらを用いるべきかの旨は明文化されていないが、国（日本国政府）、地方公共団体などの発行する公文書（住民票、運転免許証、その他資格証など）ではほとんど元号が用いられる。一方、ウェブサイトでは、本文で元号を使用していても最終更新日やファイル名などは（管理上の都合で）西暦を使用していることもある。また、官公庁の中長期計画の名称など、キャッチフレーズとして年を印象付けさせる場合は、補助的に西暦が用いられることもある。国において、例外的に西暦が使用されている具体例には以下のものがある。
- 2002年（平成14年）制定の気象測器検定規則（平成14年3月26日国土交通省令第25号）に定められた気象機器の検定証印の年表示[注 6]など、西暦を使用するよう規定した法令も少数ながら存在する。
- 旅券（パスポート）は日本国外でも用いられるため、名義人の生年が西暦で記載されている。
- 個人番号カード（通称「マイナンバーカード」）やかつて発行されていた住民基本台帳カードは、有効期限が西暦で表記されている。個人番号カードの生年月日は日本国籍者については元号で、日本以外の国籍を有する者については西暦で表記されている[15]。また法務大臣が外国人に交付する在留カードや特別永住者証明書でも、券面の年号（生年）で例外的に西暦で記載されている[16][17]。
- 都道府県公安委員会が発行する運転免許証は所持者の生年月日、交付年月日、各3種類（自動二輪車・小型特殊自動車・原動機付自転車、その他、第二種）の免許取得年月日については元号のみで表記されているが、有効期限年月日については2019年（平成31年）3月末頃から順次、有効期限の西暦の後に括弧書きで元号を表記している[18]。

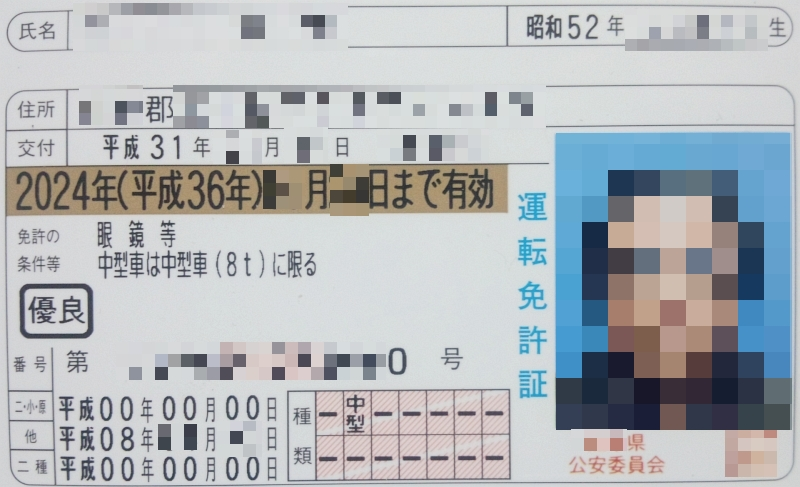
有効期限が「2024年(平成36年)」と西暦と元号が併記された運転免許証。
改元政令が施行される前に発行された免許証なのでその時点での元号が用いられている。

- 特許庁が発行する公開特許公報等の工業所有権公報は、「平成22年1月1日（2010年（平成22年）1月1日）」の形で元号表記と西暦表記の日付を併記している[20]。また、特許の出願番号等も「特願2000-123456」「特開2000-123456」のように「西暦年 + 6桁の通番」の形式とされている[21]（いずれも2000年から、それ以前は特願平11-123456、特開平11-123456の形式）。これは、日本以外での利用を考慮したためで、世界知的所有権機関が定める標準に準じて行われている[22]。
- 2018年3月30日の改正により、計量法に基づく計量法施行規則（平成5年通商産業省令第69号）第15条に規定する修理年、並びに食品店等の質量計、燃料油メーター、タクシーメーター等が対象である特定計量器検定検査規則（1993年通商産業省令第70号）第28条の3に定める検定証印などの有効期間満了年、検査の年、形式承認の年、修理の年、適合証印の年について、西暦で表示することとされた（アポストロフィ＋2桁の西暦年（例：'17）としても良い）。ただし2018年12月31日までは経過措置として従前の元号表示も可としている[23][24]。
- 食品表示法に基づく食品表示基準（平成27年内閣府令第10号）に係る通知「食品表示基準について」(平成30年7月10日消食表第375号)の「（加工食品）」1-(3)-⑤に定める消費期限又は賞味期限表示例では元号との選択可として西暦の表示例も明記されている[25]。
- 2018年（平成30年）6月15日に閣議決定された「経済財政運営と改革の基本方針2018」（骨太方針）において、表紙の日付、「平成n年度税制改正」等の名称中に含まれるもの、及び脚注の出典制定日を除外すると、64ページの「平成31年」1箇所を除き、過去未来共に西暦のみの表記となっている[26]。

日本国内において西暦の併用が増加したのは、1964年（昭和39年）の東京夏季オリンピックに向けてのキャンペーンを経た後である。皇室典範改正により元号が法的根拠を失った後も、東京オリンピックのキャンペーンが始まる前までは、1952年（昭和27年）4月28日のサンフランシスコ講和条約発効に伴う独立・主権回復以後も、米国による統治下に置かれ日本から切り離された沖縄と小笠原諸島、千島列島を除き、前述の背景により元号のみが常用されていた。とはいえ、1976年（昭和51年）に行われた元号に関する世論調査では、「国民の87.5%が元号を主に使用している」と回答しており、「併用」は7.1%、「西暦のみを使用」はわずか2.5%であった。元号が昭和から平成に変わり、2つの元号をまたぐことで年数の計算と変換が煩雑になるため、「西暦を併用する人」「西暦を主に使用する人」も次第に多くなってきた。特に21世紀に入った今日ではインターネットの普及などもあり、日常において「元号より西暦が主に使用されるケース」は格段に増えているため、元号では「今年が何年なのか判らない」「過去の出来事の把握が難しい」という人の割合も多くなってきている。
報道機関では『朝日新聞』が1976年（昭和51年）1月1日に、『毎日新聞』が1978年（昭和53年）1月1日に、『読売新聞』が1988年（昭和63年）1月1日に、『日本経済新聞』が1988年（昭和63年）9月23日に、『中日新聞』『東京新聞』が1988年（昭和63年）12月1日に、日付欄の表記を「元号（西暦）」から「西暦（元号）」に改めた。それでも昭和年間の末期には、未来の予測（会計年度など）を「（昭和）70年度末」といった表記をすることが多かった。1989年（平成元年）1月8日の平成改元以降、その他の各報道機関も本文中は原則として西暦記載、日付欄は「2012年（平成24年）」の様に「西暦（元号）」という順番の記載を行うところが多くなった。『産経新聞』 や『東京スポーツ』、一部の地方紙、NHKの国内ニュースのように本文中は原則元号記載、日付欄は「平成29年（2017年）」の様に「元号（西暦）」という順番の記載を行っている報道機関もある。日本共産党の機関紙『しんぶん赤旗』は平成改元以降、日付欄の元号併記を取りやめ西暦表記のみに変更していたが、2017年（平成29年）4月1日より元号を併記する「西暦（元号）」表記に改めた（本文中は引き続き西暦表記のみ）。
企業の決算や有価証券報告書など社外向け資料・プレスリリース、鉄道などの乗車券、金融機関の預金通帳なども、以前は和暦表記（元号の年部分表記）が主流であったが、2019年の改元 を前に、西暦表記に改める動きもみられた。

### 切手における元号
日本で発行されている切手には元号および西暦で発行年が記載されている。ただし歴史的にみれば大きな変遷がある。なお、記念切手には万国郵便連合（UPU）によって原則として西暦で発行年を入れるように規定されている。
日本の切手で発行年が入るものに記念切手があるが、記念切手の印面に第二次世界大戦前までは元号が入る場合と全くない場合が混在していた。ただし国立公園切手の小型シートには皇紀（西暦）とアラビア数字で記入されたものがある。戦後、発行された記念切手には「昭和二十二年」といったように漢数字で表記されていたが、経緯は不明であるが1949年（昭和24年）頃から西暦のみで表記されるようになった。ただし、年賀切手の中に一部例外があるほか、皇室の 慶事 に関する記念切手は元号のみの表示の場合があった。また年賀小型シートなどには「お年玉郵便切手昭和三十一年」といった元号による表記があるほか、切手シートの余白には元号で発行年月日が入っていたが、1960年（昭和35年）頃からなくなった。
1979年（昭和54年）に施行された元号法による政策のためか、1979年（昭和54年）7月14日に発行された「検疫制度100年記念切手」から西暦と元号で併記されるようになった。ただし、毎年発行される国際文通週間記念切手については西暦しか表記されていない。また切手シートの余白に1995年（平成7年）頃から「H10.7.23」というローマ字による発行年月日が、さらに2000年（平成12年）からは「平成12年7月23日」という元号表記が入るようになった。なお、令和に改元された2019年（令和元年）5月から9月までは切手面・余白の発行年月日ともに西暦のみの表記で、令和の使用は10月からとなっている。
なお、世界的に見ると切手に記入される年号としては西暦のほかには仏滅紀元、イスラム暦、北朝鮮の主体年号、中華民国（台湾）の民国紀元などがある

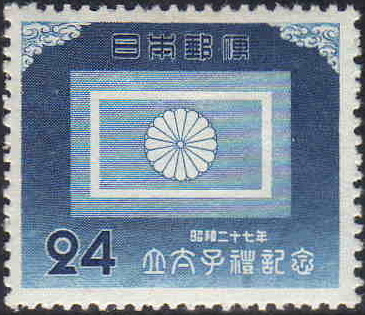
1952年（昭和27年）に発行された皇太子明仁親王（当時、現在の上皇）の立太子禮記念切手。元号のみの表記である。
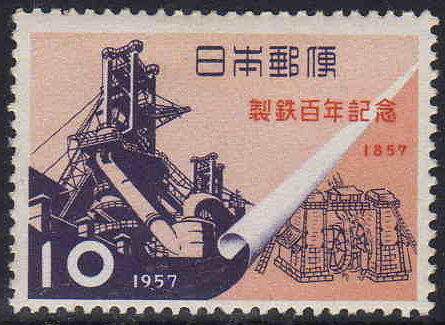
1957年（昭和32年）に発行された製鉄100年記念切手。西暦のみの表記である。
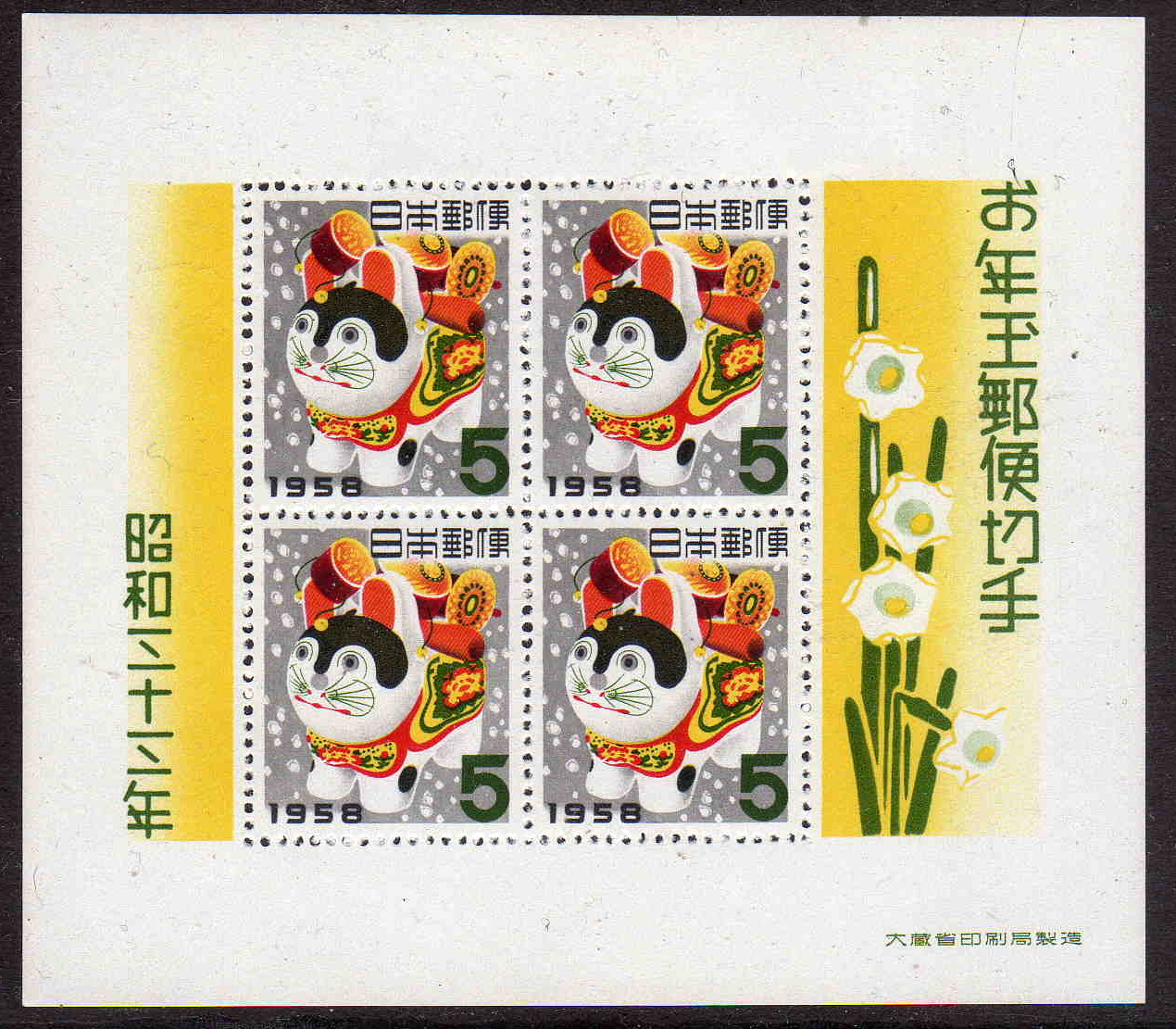
1958年（昭和33年）お年玉年賀切手の表記のある小型シート。切手には西暦のみの表記であるが、小型シートの余白は元号のみの表記である。
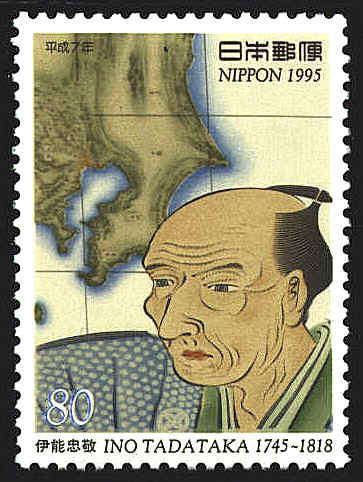
1995年（平成7年）に発行された伊能忠敬の肖像画の切手。西暦と元号が併記されている。

### 元号と商標
日本においては、「元号としてのみ認識される商標（例えば「平成」）は識別力がない」とされ、元号を商標登録に出願することができない。また、元号と普通名称等の識別力のない文字（例えば饅頭についての「まんじゅう」）とを組み合わせた商標（例えば「平成まんじゅう」）なども同様で、商標登録に出願できないが、商号（企業名・団体名・屋号など）での使用は制限されていない。
ただし、その商標を使用し続けたことによって、識別力と知名度が生じた場合（例えば「平成まんじゅう」という商標を長年使い続けた結果、だれもが「平成まんじゅう」といえばその饅頭のことだとわかるようになった場合）には商標登録される場合もある としており、実際に食品会社の「明治」や「大正製薬」は商標登録され、商号としても存続している。
特許庁では、以前から旧・元号も現行の元号と同様に取り扱われるとの解釈であったが、「商標登録できないのは現・元号の「平成」に限られ、「大化」から「昭和」までの旧・元号は商標登録でき、「令和」への改元後には「平成」も商標登録できる、と解釈される可能性」があり、実際にそのような報道もなされていた。
そのため、特許庁では2019年（平成31年）1月30日に審査基準を改訂し、「現元号（平成）以外の元号（昭和までの元号や、改元前に公表された新・元号）も登録を認めない」と明確化した。

## 元号使用のメリット・デメリット
元号使用のメリットとしては、以下の様な物がある。
- 「明治維新」「大正デモクラシー」「昭和恐慌」「昭和モダン」「平成不況」など歴史的な事象を表現する場合には、名詞である元号の方が区別しやすい。
- 年齢詐称などの確認(自分の生まれ年の元号は覚えている事が多いため、本人確認の際に有効となる面がある)。

一方、デメリットとしては下記のように｢単位換算によるトラブル・ミス・非効率化｣が度々指摘されている。そのため、元号そのものに否定的な姿勢を示す者もいる。1950年、同年で元号を廃止する法案が参議院の文部委員会で検討されたとされる。

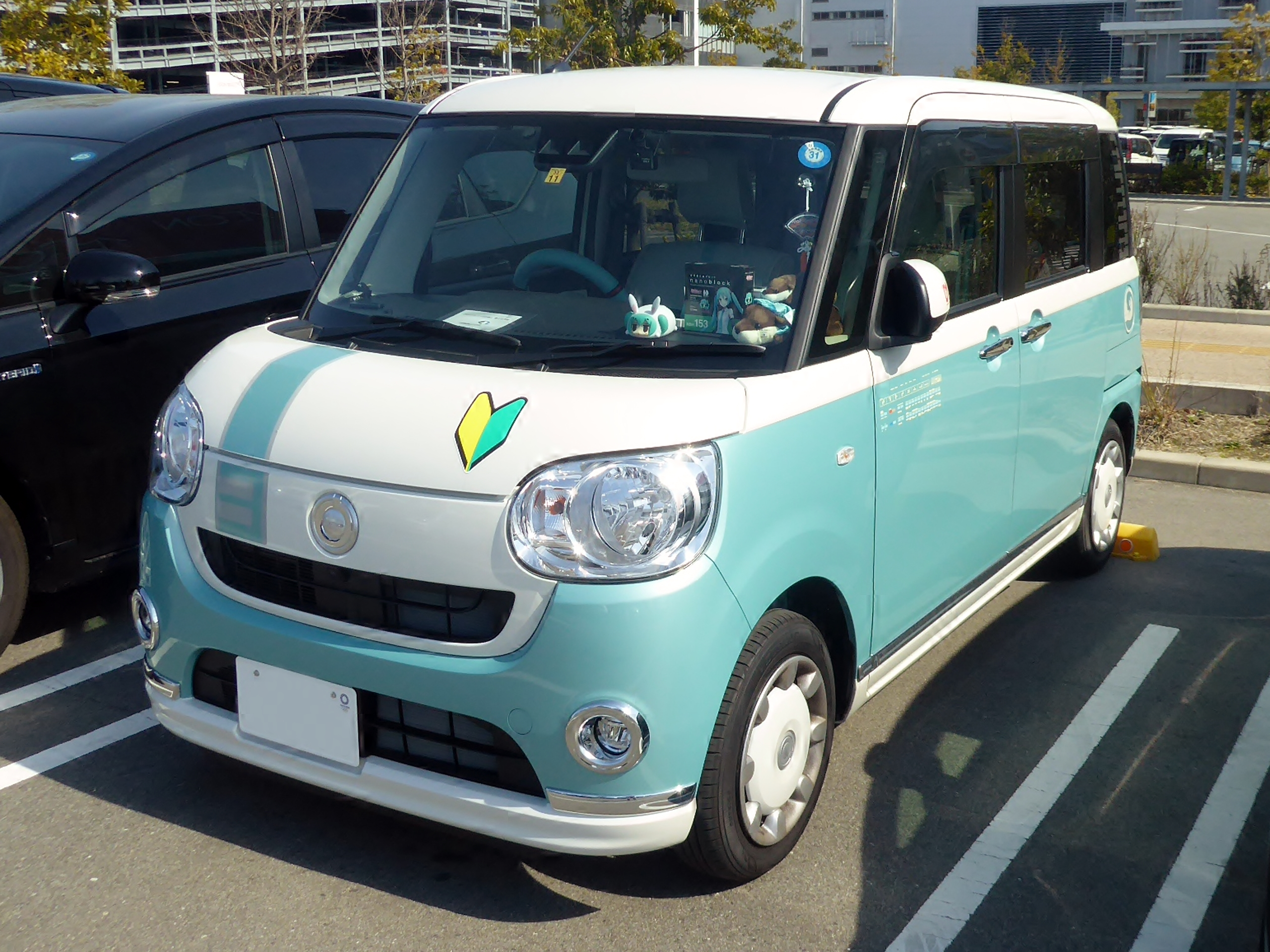
和暦では未来の日付を正確に表記できない実例：｢平成32年11月｣が有効期限として記載されている車検ステッカー及び｢平成31年11月｣の定期点検ステッカー(いずれも改元により実在しない)が貼り付けられたダイハツ・ムーヴキャンバス。

- 西暦には終わりがなく、紀年数は常に変わらないが、元号には終わりがあり、いつかは変更（改元）される。明治維新前は大事件や政権を担う征夷大将軍の都合など、明確な基準がないまま幾度となく変更されていたが、明治維新後は新天皇の即位（天皇の崩御または生前退位による次期皇位継承者への譲位）によって変更されている。そのため元号を使って未来の年数を正確に表現することは不可能であり、当該年までに改元があった結果｢平成49年｣(＝西暦2037年)のような実在しない年表記が存在する。当然、｢令和19年｣に修正しても同じ理由で(2037年が終わるまで)再修正は必要になりうる。[注 11]。
- 日本独自の紀年であり、国外では通用しない。よって外国人はおろか日本人であっても元号ではなく西暦で時期を覚えている人には理解されにくい。また同時代に生きていないと予備知識が必要となる[47]。
  - 特定の国・地域で公的に用いられている紀年法として、中華民国（台湾）の「民国紀元」や、北朝鮮の「主体年号」などがあり、これらも同様に、日本を含む諸外国では通用しない。
- 改元を挟むと年月日の把握や計算がさらに難しくなる。
  - 西暦では1年に対する紀年数が常に1対1の関係にあるのに対し、日本の元号制度では「立年改元」ではなく「即日改元」を採用しているため、1つの西暦年に対して複数の元号（1860年 = 安政7年/万延元年。1912年 = 明治45年/大正元年、1926年 = 大正15年/昭和元年、1989年 = 昭和64年/平成元年、2019年 = 平成31年/令和元年）が混在する例や、翌月が新しい元号の「元年」ではなく「2年」になる例が発生する。
    - 過去の日本では、749年に、天平 → 天平感宝 → 天平勝宝と、3つの元号が混在した例がある。また、大正15年（西暦1926年）12月10日の1ヶ月後の日付は、昭和2年（西暦1927年）1月10日である。明治以後の現在は一世一元の改元であり、年に3代の天皇が即位する可能性は極めて低いが、当該事項のように複数の元号を充てる必要が発生した場合、大きな混乱が予想される。これらは特に、コンピュータで年を扱う際の事務処理や変換のアルゴリズムが煩雑になる（「昭和100年問題」のような年問題も発生させている。後述）。

  - 元号が異なる2つの年の前後関係を判別するには、元号の順序を記憶していなければならない。また、元号が異なる2つの年の間隔を計算するには、いったん西暦に変換しなければならないため、年の変換と計算作業が非常に煩雑になる（例：明治30年から平成10年まで何年離れているか、というような年数を数えにくい）。特に「和暦表記のみ」と「西暦表記のみ」が混在し、年号の表記が統一できていない場合はさらに混乱する（例：昭和58年から1996年まで何年離れているか、など）。
  - 会計年度の区切り[注 12] が改元の区切りと一致せず、改元後年度の終了日までの呼称は旧元号による（例えば平成元年3月31日は昭和63年度に属する）ため、混乱を生じやすい。ただし、2019年の令和への改元時の2019年度（2019年4月1日から2020年（令和2年）3月31日まで）の国の予算は改元日以後、「令和元年度予算」として扱うものとされたため、平成31年4月1日から4月30日は新元号の年度である「令和元年度」に属することとなった[48]。

## 表記（「1年」か「元年」か）
公文書において、令和1年と表記するか令和元年と表記するかは、様々である。

### 登記関係
登記の種類によって、「1年」とするか「元年」とするかは使い分けられている。
1）不動産登記及び商業・法人登記等
- 登記簿における表記（登記の日付、受付年月日、登記原因の日付、会社成立の年月日など）は、「令和1年」である（ただし電子化されていない登記簿では「令和元年」）。見本は、【参考】改元後の登記事項証明書の見本（不動産登記）

- 登記に関する証明書（例えば，登記事項証明書等）の認証日付・証明日付や登記識別情報通知書の通知日付等は，原則として，「令和元年」と表記される。見本は、【参考】改元後の登記事項証明書の見本（商業登記）

2）成年後見登記
- 証明日付及び登記事項に関する日付（生年月日，裁判確定日，作成年月日，登記年月日等）は「令和元年」と表記される。

3）動産譲渡登記及び債権譲渡登記
- 証明日付及び登記事項に関する日付（登記原因の日付，登記の存続期間の満了年月日、登記年月日等）は「令和1年」と表記される。

### 会計年度の名称
「令和元年度」「令和元年度予算」とすると定められている。

## 元号をめぐる事件・出来事
- 歴史上の大正初日は1912年7月30日であるが、この日受付の郵便物（実逓便）には「（明治）45年7月30日」の日付印が押印されている。「（大正）1年」の日付印が押印されたのは翌31日受付の郵便からであるとされている。「（大正）1年7月30日」の日付印が押印された実逓便の存在は確認されていない[51]。
- 「大正16年元旦」（1927年1月1日）に配達される予定であった年賀郵便には「（大正）16年1月1日」の日付印が押印されていたが、1926年（大正15年・昭和元年）末の12月25日に大正天皇が崩御したため、年賀郵便の取扱いそのものが中止になった。ただし、それまでに引き受けていた年賀郵便は年が明けて配達された。訂正の意味で「（昭和）2年1月1日」の日付印が押印されていたものもある[52]。
- 大正から昭和へ改元される際、『東京日日新聞』（現・『毎日新聞』）が新しい元号を「光文」との誤報を流した。
- 盗難預金通帳を偽造された保険証で本人確認をして銀行が払い戻しをした過失に対する民事訴訟で、銀行側が保険証の生年月日が「昭和元年6月1日」という存在しない日付（上記のとおり、昭和元年は12月25日からの1週間しかない）なのに気が付かなかった過失があるとして敗訴した事例[53]がある。
- 平成から令和への改元に当たって「改元に乗じた詐欺」が相次いで発生し、被害者まで出た。ほぼ同時期には新しい元号を報じる新聞の号外を手に入れようと人々が殺到し、怪我人まで現れた。

## コンピュータでの処理
元号を採用している日本においても、コンピュータでは元号よりも西暦による処理の方が次の点において便利であるとされる。
- 元号では改元される毎に新元号に換算する処理を追加する必要があるが、西暦ではそれが不要である。ただし、アプリケーションによっては、コンピュータの内部処理として特定の日付を基準とした。例えばExcelでは1900年（明治33年）1月1日を基準日とする。シリアル値で管理しているので、西暦であっても基準日以前を使用する場合は別途計算処理が必要となる。
- 西暦を使用する外国の情報を利用する際に、元号で表記するには、西暦から和暦に換算する処理が必要となる。
- オペレーティングシステムの大半は、ファイル作成日付に見られるように西暦を使用している。
- Unicodeでは、「㍾ (Unicode U+337E)」「㍽ (Unicode U+337D)」「㍼ (Unicode U+337C)」「㍻ (Unicode U+337B)」についてはCJK互換用文字ブロックに合字が準備されており、「㋿(Unicode U+32FF)」にも新たに囲みCJK文字・月ブロックに合字が準備された[54]。これら以外の元号は入っておらず、4つ連続していたUnicodeの前後には別の文字が割り当てられている（U+337Aは㍺、U+337Fは㍿）。

これらの点から、日本でもコンピュータでの処理に際しては内部で西暦を用いているが、ほとんどの公文書（前述の通り、補助的に西暦を併用しているものも存在している）では元号を使用することを始め、一般にも書類事務は元号を用いるというニーズが根強いため、表示や入力に際しては元号を使用できるアプリケーションが多い。これは、特に使用者を限定せず多様な用途が想定されているオフィススイートに顕著である（ExcelやOpenOffice.orgなど多種）。
なお、昭和年間に使用されていたアプリケーションの中には、年を「昭和○○年」として入力し、処理されているものがある。平成以降も、内部的に昭和の続きとして扱うため、1989年（平成元年 = 昭和64年）、1990年（平成2年 = 昭和65年）、1991年（平成3年 = 昭和66年）…として処理される。しかし、3桁になる2025年（＝令和7年＝昭和100年）に誤作動が起きる可能性（昭和100年問題）が懸念されている。
Excel 98以前は、2桁で入力した場合は元号優先で処理していた。例えば、「08.03.01」と入力した場合、Excel 98以前のバージョンでは「1996年（平成8年）3月1日」と処理されていた（詳細は「Microsoft Excel#日付の変換問題」を参照）。なお、Excel 2000以降のバージョンでは西暦（この場合「2008年（平成20年）3月1日」）で処理されるようになっている。
なお、コンピュータにおけるファイル名の先頭部分に元号を用いた場合、単純に文字コードの順序で並べ替えると、利用者の意図しない順序になり、混乱を招くおそれがある。例として、本来「元治→慶応→明治→大正→昭和→平成→令和」の順序にすべきところが、「慶応→元治→昭和→大正→平成→明治→令和」の順序になる（文字コード「シフトJIS」の昇順で並べ替えた場合）。

## 西暦と元号との変換
元号による日付と西暦との対応表（日本産業規格JIS  X 0301：2019）
| 元号 | 元号による最初の日付及び最後の日付  | 対応する西暦日付 |
| ---- | ----------------------------------- | ---------------- |
| 明治 | M01.01.01(注1)                      | 1868-01-25       |
|      | M01.09.08（太政官令の発令日）       | 1868-10-23       |
|      | M05.12.02(注2)                      | 1872-12-31       |
|      | M06.01.01（グレゴリオ暦採用の初日） | 1873-01-01       |
|      | M45.07.29                           | 1912-07-29       |
| 大正 | T01.07.30                           | 1912-07-30       |
|      | T15.12.24                           | 1926-12-24       |
| 昭和 | S01.12.25                           | 1926-12-25       |
|      | S64.01.07                           | 1989-01-07       |
| 平成 | H01.01.08                           | 1989-01-08       |
|      | H31.04.30                           | 2019-04-30       |
| 令和 | R01.05.01                           | 2019-05-01       |

- （注1）明治時代までは、慣例として、元号が変わったとき、その年の1月1日に遡って、その元号の最初の日付としていた（最初の「大化」を除く）。太政官令が発令されたのは明治元年9月8日で、その日付から明治となった。
- （注2）M06.01.01より前は、日本は太陰太陽暦が使われていた。したがって、それ以前の元号表記は、この規格の適用範囲外であり、この期間の元号による日付の換算には特別な注意が必要である。

### 簡易な換算法
西暦年から元号年を簡易に計算する方法として、知りたい年の西暦の紀年数から各元号の元年の前年（0年）の西暦を引いて元号の紀年数を算出する方法がある（逆に、加えると西暦が算出できる）。減算は、下2桁同士でもよい。
- 1867年 = 慶応3年 = 明治0年
  - 1878年：78 - 67 = 明治11年
  - 明治11年：1867 + 11 = 1878年
  - 1967年：1967 - 1867 = 明治100年

「明治100年」の式典は 1968年（昭和43年）の10月23日に行われた。
- 1911年 = 明治44年 = 大正0年
  - 1919年：19 - 11 = 大正 8年
- 1925年 = 大正14年 = 昭和0年
  - 1947年：47 - 25 = 昭和22年
  - 昭和63年：1925 + 63 = 1988年

昭和は西暦と下1桁が5ずれているので、比較的数えやすい。
- 1988年 = 昭和63年 = 平成0年
  - 1990年：90 - 88 = 平成2年
  - 1999年：99 - 88 = 平成11年
  - 2008年：108 - 88 = 平成20年

西暦に12を足して下2桁を読むことで、平成年を算出することもできる。
- 2018年 = 平成30年 = 令和0年
西暦から18を引いて下2桁を読むことで、令和年を算出することができる。

## 元号使用の歴史（日本）

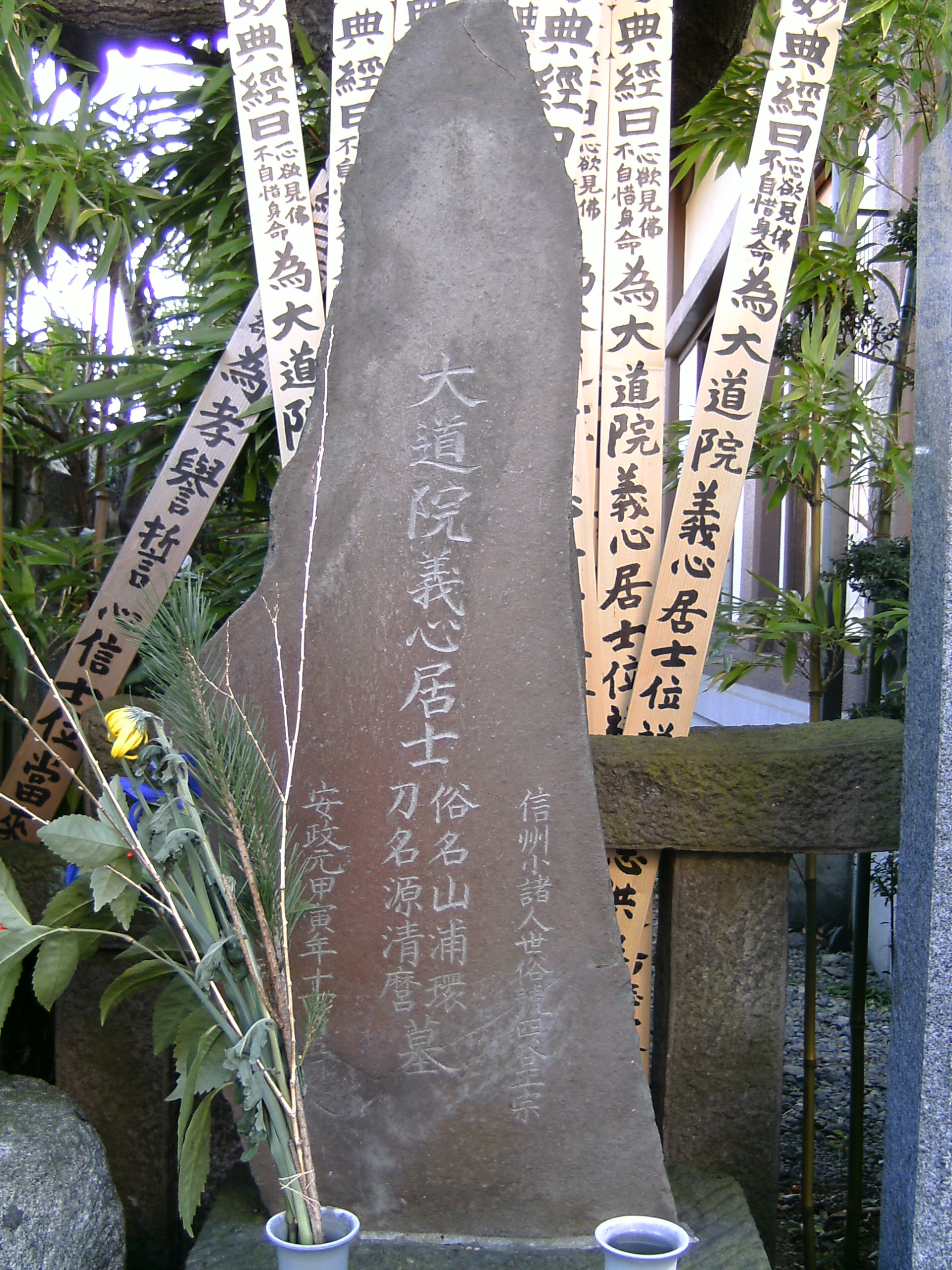
宗福寺にある源清麿の墓。左下に「安政」の元号が刻まれている。

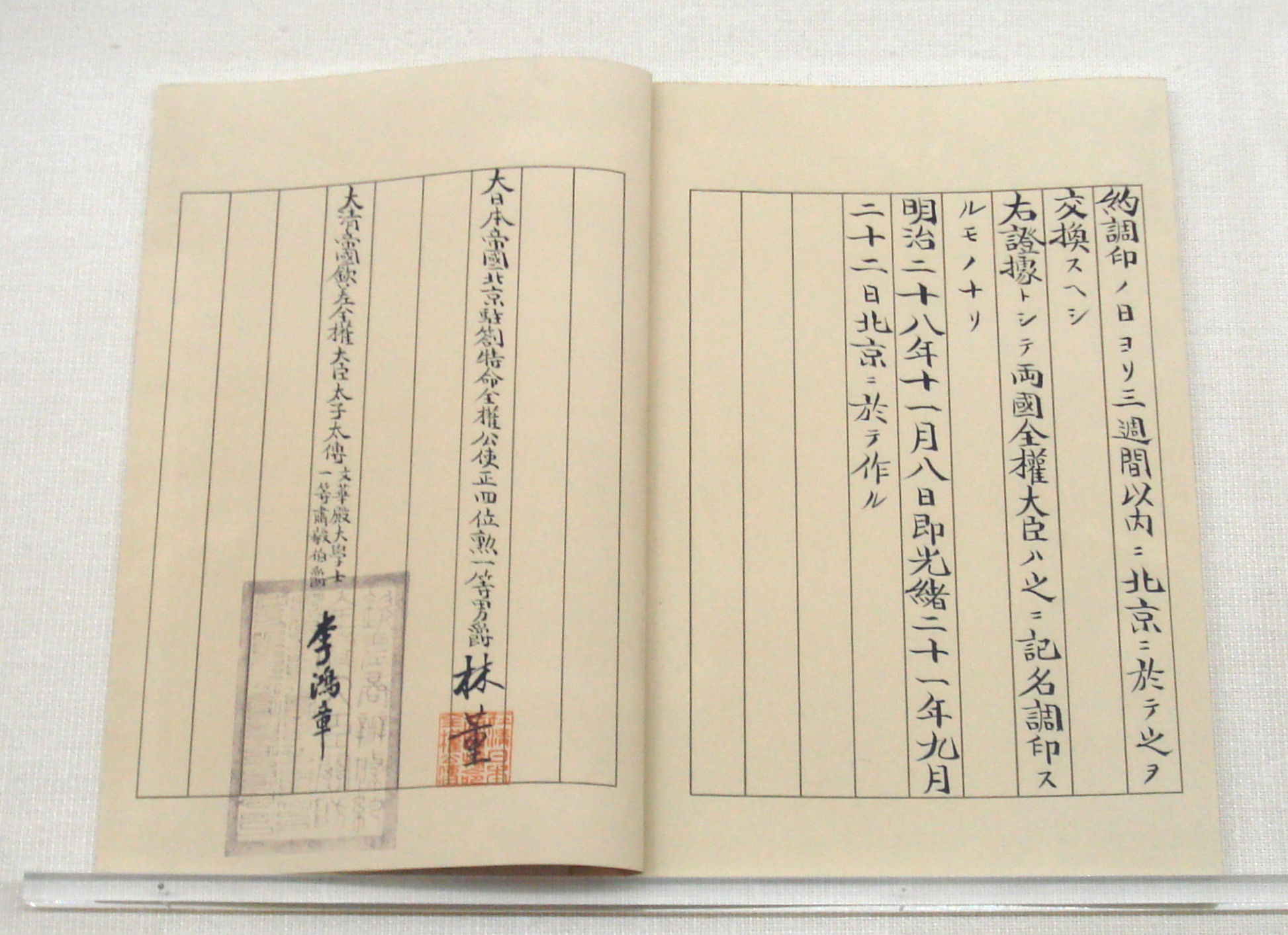
1895年（明治28年）11月8日、
三国干渉の結果となった遼東半島還付条約。日本の「明治」と清の「光緒」、二ヶ国の年号が記されている。

一般に難波宮で行われた大化の改新（645年）時に「大化」が用いられたのが最初であり、以降、日本という国号の使用が始まったとされる。なお、即位改元は南北朝以後から江戸時代前半期の数例（寛永など）を除いて確実に実施されている。

### 前史
『日本書紀』の王暦は原則として王の即位の翌年を元年とする記述で整理されている。ただし『日本書紀』は後世に編纂されたもので各王の時にどのような紀年法だったかは別問題である。
『日本書紀』の王暦は前王の崩御と同じ年に即位したか翌年に即位したかにかかわらず原則として即位の翌年を元年とする記述で整理されている。例外的に孝徳天皇の元号「大化」と『続日本紀』の文武天皇の王暦は即位年が元年となっているが、いずれも譲位により即位した例で、諒闇即位の時は翌年を元年とし、譲位即位の時は同年を元年としている。『日本書紀』の王暦における即位翌年に改元する越年称元（踰年称元）は那珂通世によって指摘された。元号制度が確立されてからも即位翌年に改元する踰年改元の例は江戸時代までみられた。

### 古墳時代 〜 江戸時代
一般には「大化」が日本最初の元号とされている。
元号制度が安定的にみられるのは文武天皇5年（701年）に「大宝」と建元してからで、以降、独自の元号制度が展開されている。古墳時代はまだ見られず飛鳥時代の「大宝」から江戸時代末期（幕末）の「慶応」までは一代の天皇の間に複数回改元しうる制度であった。
平安時代末期、源頼朝は、寿永二年十月宣旨によって朝敵認定を赦免され東国支配権を認められるまで、養和ついで寿永への改元をいずれも認めず、それ以前の治承の年号を使い続けるなど、元号は強い政治性を帯びていた。
南北朝時代には、持明院統（北朝）、大覚寺統（南朝）がそれぞれ元号を制定したため、元徳3年/元弘元年（1331年）から元中9年/明徳3年（1392年）まで2つの元号が並存した。建武元年と同2年は朝廷が分裂する前であるため元号は共通であった。
室町時代には、朝廷が定めた新元号を、将軍が吉書として総覧して花押を据える「吉書始」と呼ばれる儀式で改元を宣言して、武家の間で使用されるようになった。そのため元号選定には武家の影響力は強いものであった。特に室町幕府第3代将軍の足利義満以降、改元に幕府の影響が強まった。一方で京都の幕府と対立した鎌倉府が改元を認めずに反抗するという事態も生じた。また応仁の乱などで朝廷と幕府が乱れると朝廷による改元と幕府の「吉書始」の間が開くようになり、新・元号と旧・元号が使用される混乱も見られた。
戦国時代末期、織田信長は元亀4年7月、将軍足利義昭を京都から追放した直後に元亀から天正への改元を主導し、織田政権の開始を象徴する出来事となった。
江戸時代に入ると幕府によって出された禁中並公家諸法度第8条により「漢朝年号の内、吉例を以て相定むべし。但し重ねて習礼相熟むにおいては、本朝先規の作法たるべき事（中国の元号の中から良いものを選べ。ただし、今後習礼を重ねて相熟むようになれば、日本の先例によるべきである）」とされ、徳川幕府が元号決定に介入することになった。また、改元後の新元号を実際に施行する権限は江戸幕府が有しており、朝廷から連絡を受けた幕府が大名・旗本を集めて改元の事実を告げた日（公達日）より施行されることになっていた。これは朝廷のある京都においても同様であり、朝廷が江戸の幕府に改元の正式な通知をして、幕府が江戸城で諸大名らに公達を行い、江戸から派遣された幕府の使者が京都町奉行に改元の公達を行い、町奉行が改元の町触を行った後で初めて施行されるものとされた。京都の役人や民衆はたとえ改元の事実を知っていても、町触が出される前に新元号を使うことは禁じられていた。
広く庶民にも年号が伝わるようになったのは、江戸時代になってからのことである。
江戸時代まで元号は一代の天皇の間に複数回改元しうるもので後世になるほど祥瑞や辛酉年での改元が増えた。即位改元では9世紀以降は践祚の翌年に改元する踰年改元、江戸時代には即位儀の翌年に改元するのが通例であった（ただし中国のように改元の月は正月に固定されなかった）。また、南北朝以後から江戸時代前半期にかけて即位改元が実施されなかった例がいくつかある（後水尾天皇の御世に改元された「寛永」は明正天皇が即位しても改元されなかった例など）。

### 明治時代以後
慶応以前は、在位した天皇の交代時以外にも随意に改元（吉事の際の祥瑞改元、大規模な自然災害や戦乱などが発生した時の災異改元など）していた。しかし、戊辰戦争の結果として全国政府の座を奪取した明治政府は、明治に改元した時に一世一元の詔を発布し、明治以後は、現在に至る、新天皇の即位時に限定して改元する「一世一元の制」に変更された。これにより、辛酉改元や甲子改元も廃止された。さらに、1872年（明治5年）には、西洋に合わせて太陽暦（グレゴリオ暦）へと移行することになり、「旧暦（太陰太陽暦）に代わる暦として永久にこれを採用する」との太政官布告により採用された（詳細は「明治改暦」を参照）。それに伴い、元号や干支、神武天皇即位紀元（皇紀、神武暦） に加えて、キリスト紀元（西暦、西紀）の使用も始まったが、第二次世界大戦時には西暦はむしろ敵性語扱いされた節もあった。その後、太陽暦に移行しても、1910年代までは旧来の太陰太陽暦（天保暦）での暦が併記されていたように、年数を数えるにおいて民衆には浸透しづらかった側面もある。そして、1889年（明治22年）に公布された旧皇室典範と1909年（明治42年）に公布された登極令（皇室令の一部）に「（天皇の）践祚後は直ちに元号を改める」と規定され、元号の法的根拠が生じた。
第二次世界大戦敗戦後に、日本国憲法制定に伴う皇室典範の改正をもって、元号の法的根拠は一時消失した。しかし慣例という形で、官民を問わず「昭和」の元号が使用され続けた。だが、第二次世界大戦終結の翌年に当たる1946年（昭和21年）1月には、尾崎行雄が帝国議会衆議院議長に改元の意見書を提出した。この意見書において、尾崎は、第二次世界大戦で敗れた1945年（昭和20年）限りで「昭和」の元号を廃止して、1946年（昭和21年）をもって「新日本」の元年として、1946年（昭和21年）以後は無限の「新日本N年」の表記を用いるべきだと主張した。これに対して、石橋湛山は、『東洋経済新報』1946年（昭和21年）1月12日号のコラム「顕正義」において、「元号の廃止」と「西暦の使用」を主張した。1950年（昭和25年）2月下旬になると、国会参議院で「元号の廃止」が議題に上がった。ここで東京大学教授の坂本太郎は、元号の使用は「独立国の象徴」であり、「西暦の何世紀というような機械的な時代の区画などよりは、遙かに意義の深いものを持って」いる上、更に「大化の改新であるとか建武中興であるとか明治維新」という名称をなし、「日本歴史、日本文化と緊密に結合し」ていることは今後も同様であるため、便利な元号を「廃止する必要は全然認められない」一方で「存続しなければならん意義が沢山に存在する」と熱弁をふるい元号の正当性を主張し続けた。さらに1950年（昭和25年）5月、日本学術会議は吉田茂首相あてに「天皇統治を端的にあらわした元号は民主国家にふさわしくない」として、元号の廃止と西暦の採用を申し入れる決議を行った。
1950年（昭和25年）6月に朝鮮戦争が勃発すると、元号の議題は棚上げされた。以来、元号の廃止や新たな元号に関する議論は低調にとどまることとなる。その後、1979年（昭和54年）に元号法が制定され、議論は事実上終結した。これは昭和天皇の高齢化と、1976年（昭和51年）当時の世論調査で国民の87.5%が元号を使用している実態 に鑑みたものである。元号法では「元号は皇位の継承があった場合に限り改める」と定められ、明治以来の「一世一元の制」が維持された。ここで再び元号の法的根拠が生まれ、現在に至るまで元号と西暦の双方が使用され続けることとなる。ただし、皇紀（神武天皇即位紀元）に関しては現在、（文化的な場での使用を除き）公文書にて使用されていない。

### 最も期間の長い元号と短い元号
日本の元号で最も期間の長い元号は「昭和」の62年と14日。最も期間の短い元号は「暦仁」の2か月と14日である。昭和は日本だけでなく、元号を用いていた全ての国の元号の中でも最も長い元号である。
年数で最も長い元号も「昭和」で、64年まである。逆に元年のみ使われた元号は「朱鳥」と「天平感宝」がある。暦仁は期間内に元日を挟んでいるため2年まである。

## アジアにおける歴史

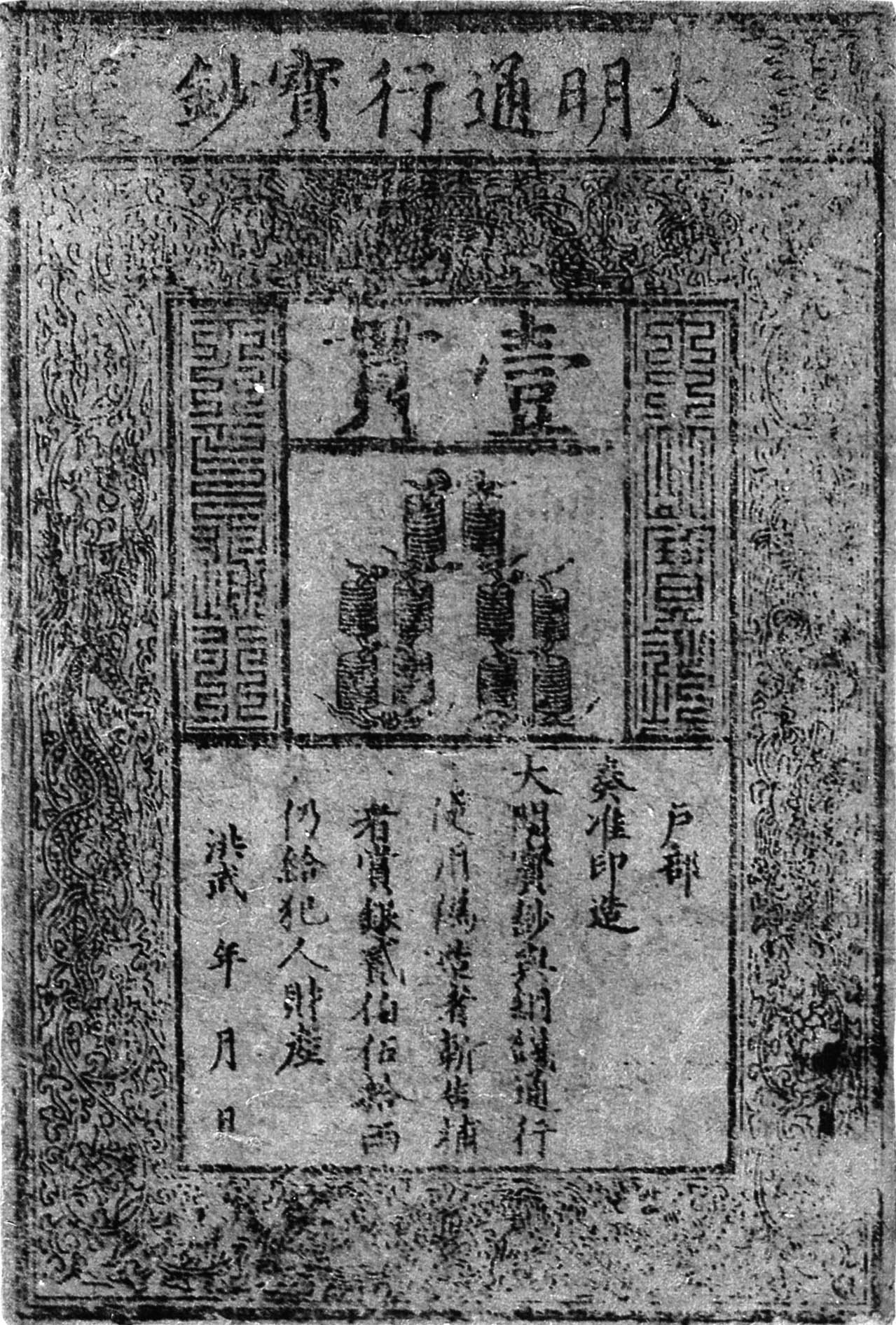
明で発行された大明通行宝鈔と呼ばれる紙幣。左下に洪武の元号が書かれている。

中国で元号制度が始まるのは漢の武帝の時代のことである。漢の武帝の治世第36年 - 元鼎2年（紀元前115年）頃、治世第1年（紀元前140年）に遡及して「建元」という元号が創始されて以降、清まで用いられた。

### 前近代の朝鮮と雲南
中国の元号は、中華帝国の冊封を受けた朝鮮（高句麗、百済、新羅、高麗、李氏朝鮮）、雲南（南詔、大理）でもそのまま使われた。新羅による朝鮮半島統一の直前、新羅は独自の元号を使用したが、このときは、恐らくは白村江の戦いに先だつ唐との同盟締結のため、短期間で廃止された。高麗初期・朝鮮末期（韓末）にも独自の元号が短期間使用された。朝鮮においては、ベトナムと同様、紀年において中国の元号 + 年数の代わりに自国の王や皇帝の廟号 + 干支を組み合わせて使うことがよくあった。

### 前近代の満州とベトナム（越南）
8世紀初頭以降の満州（大氏渤海国王大武芸の仁安元年以降、遼、金、後金を経て、愛新覚羅氏大清帝国・溥儀の宣統2年まで）、日本（文武天皇の治世第5年 ＝ 大宝元年以降、現在まで）と、10世紀末以降のベトナム（丁氏大瞿越国の太平元年以降、阮氏大南帝国の保大20年まで）は、中華帝国の冊封を受けた時期もあったが、常に独自の元号を使用し、中国と対等の立場を表した。満州から出た清は中国本土（明）及び台湾（鄭氏東寧）を倒して中華帝国を統治し、満州の元号が中国本土及び台湾でも用いられた。ベトナムにおいても、朝鮮と同様に、紀年において中国の元号 + 年数の代わりに自国の王や皇帝の廟号 + 干支を組み合わせて使うことがよくあった。ベトナム阮朝では、南ベトナムの広南阮氏の正史編纂に際し、阮氏歴代の廟号 + 干支、中国の元号と大越（北ベトナムの黎朝）の元号の三つを併記した。

### 前近代の琉球
伝承上の琉球国王の系譜は舜天氏（清和源氏の系統）と尚氏から成る。琉球は12世紀に日本本土から来た皇別氏族である清和源氏の舜天尊敦（源義家の四世孫である源為朝の子と伝えられる）によって建国された。この伝承によれば鎌倉幕府の源氏と琉球王国の舜天氏は一家である。その後、数代を経て舜天氏は尚氏（英祖）と交替した。尚氏琉球は元を倒した明に朝貢し、尚氏が大明皇帝によって琉球国王と認められる冊封体制に属した。17世紀初頭、島津氏による琉球侵攻による尚氏琉球の保護国化以降も、尚氏琉球は国内外で中国の元号（明及び清の年号） + 年数を使っていたが、琉球通信使などのような島津氏（同じく源義家の四世孫である源頼朝の庶出を自称するが、日向国島津荘にあった藤原北家 ＝ 近衛家領地の荘官を兼ねており、領家であった藤原朝臣を本姓とする）や徳川氏（同じく源義家の四世孫である得川頼有/徳河頼有の子孫を自称）とのやりとりの際には日本の元号 + 年数を使った。

### 中国
漢の武帝以前は王や皇帝の即位の年数による即位紀元の方式が用いられていた（在位紀年法、王暦）。当時の紀年法では新しい天子が即位した翌年を始めの年とする認識がとられていることが多い。例えば『資治通鑑』によれば周の威烈王23年の翌年が安王元年、高祖12年の翌年が高后元年となっている。また『史記』の孝武本紀では孝景の崩じた翌年を元年としている。このように王暦において即位の翌年から次の天子の元号を始めることを「踰年称元」といい、即位年（先の天子の没年）から次の天子の元号を始めることを「没年称元」という。ただし『史記』でも孝文本紀と孝景本紀とでは記載に混乱がみられ、史書によっても混乱がみられる部分がある。そのため史書の編纂の過程で『資治通鑑』のような体裁に整えられていったとする説がある。
元号制度が始まったのは漢の武帝の時代からだが、明の太祖洪武帝（朱元璋）により一世一元の制がとられるまで、一人の皇帝の治世中にしばしば改元された。武帝の時、「元」は祥瑞によって決めるべきで、即位の年を「建」、彗星出現の年を「光」、麒麟捕獲の年を「狩」とすることが献策された。これによって「建元」「元光」「元狩」といった元号が作られ、以後、このような漢字名を冠した元号を用いる紀年法が行われるようになった。
中国では元号制度が正式に設けられた後も、即位改元の場合は原則として前皇帝が亡くなった年のうちは改元を行わず、新皇帝は翌年正月に改元する方式がとられた（踰年称元、踰年改元）。伊藤東涯は『制度通』において「先君崩薨の後、明年を元年と云、踰年改元すと云、是なり。」としている。ただし、王朝交替時には新皇帝の即位とほぼ同時、政変・譲位の時は新皇帝の即位と同時か間をおいて改元されることが多かった。
明の太祖（朱元璋）は、皇帝即位のたびに改元する一世一元の制を制定した。これにより実質的に在位紀年法に戻ったといえるが、紀年数に元号（漢字名）が付されることが異なっている。また元号が皇帝の死後の通称となった。
1911年に辛亥革命によって満州族（愛新覚羅氏）王朝の清が倒れると元号は廃止された。各省政府は当初、革命派の黄帝紀元を用いていたが、これもまた帝王在位による紀年法であり、共和制になじまないという理由で、中華民国建国に際し、1912年を中華民国元年（略して民国元年）とする「民国紀元」が定められた。1916年に袁世凱が帝制（中華帝国）を敷いた時には「洪憲」の元号を建てた。ただし、清室優待条件によって宣統帝溥儀は紫禁城で従来通りの生活が保障されており、宮廷内部（遜清皇室小朝廷）では「宣統」の元号が引き続き使用されていた。このことが溥儀の「復辟（帝制復活）」への幻想を生んだ。
満洲国が1932年に建国されると「大同」と建元し、1934年に溥儀が皇帝に即位して満洲帝国になると「康徳」と改元された。第二次世界大戦末期の1945年8月、ソビエト連邦による満洲侵攻で満洲帝国が滅亡すると、再び元号は廃止された。
中華人民共和国が大陸を制覇すると、「公元」という名称で西暦が採用される。しかし、これはキログラムが「公斤」と、キロメートルが「公里」と表記されるのと同じで、元号としてではなく、common eraの中国語訳表記である。同様にベトナムでも公元 công nguyênという名称で西暦が採用される。

### 現代の台湾
中華民国（台湾）では、正月（元旦節）は農暦正月（旧正月）を祝う一方、公元（西暦）と同期した「中華民国紀元」が、辛亥革命（1911年）の翌年（1912年）以降、台湾光復（1945年10月25日）、台北遷都（1949年12月7日）を経て現在に至るまで公式に用いられている。西暦1912年1月1日 ＝ 黄帝紀元4609年旧暦11月13日 ＝ 大清帝国宣統2年旧暦11月13日 ＝ 中華民国元年1月1日（ ＝ 日本明治45年1月1日）。
民国紀元は、厳密には国号であって、紀元でも元号でもないが、元号のように公的な場で使用されている。台湾独立時代の元号として、鄭氏東寧国の永暦（もと南明の元号、1662年 - 1683年）、台湾民主国の永清（1895年）があるが、鄭氏東寧国や台湾民主国の建設、中華民国の台北遷都にちなむ台湾紀元のような紀年法はない。また、1949年以降の中国（中華人民共和国）では一般の公文書には「公元」（西暦）を使用し、元号やそれに準じた民国紀元のような紀年法は無く、西暦の使用が憚られる宗教建築の棟札などには干支と農暦（旧暦）による紀年が用いられる。西暦2025年は中華民国114年である。

### 現代の朝鮮
朝鮮民主主義人民共和国（北朝鮮）では、正月（元旦節）は陰暦正月（旧正月）を祝う一方、陽暦（西暦）と同期した「主体紀元」が、金正日の統治第3年（1997年）以降、現在に至るまで公式に用いられている。「1997年 ＝ 主体86年」であり、元年～85年までは観念上の存在であって遡及的に使用され、金正日の父・金日成が生まれた「1912年（民国元年、大正元年）＝ （観念上の）元年」とする。
主体紀元は、厳密にはイデオロギー口号（こうごう、スローガン）であって、紀元でも元号でもないが、民国紀元と同様に公的な場で使用されている。日本では1872年 ＝ 明治5年末の改暦で旧暦が廃止され、翌1873年 ＝ 明治6年以降、元号が西暦と同期するようになったが、李氏朝鮮国（1897年以降は李氏大韓帝国）においても1895年 ＝ 開国504年末の改暦で旧暦が廃止され、翌1896年 ＝ 高宗建陽元年以降、李氏大韓帝国が消滅した1910年 ＝ 純宗隆熙4年まで西暦と同期した元号が用いられた。1912年 ＝ 【観念上の朝鮮開国521年】 ＝ 【観念上の朝鮮純宗隆熙6年】 ＝ 朝鮮主体元年 ＝ 中華民国元年（ ＝ 日本大正元年）。このほか、李氏朝鮮国で1870年 - 1896年まで用いられた開国紀元（旧暦と同期、1392年を元年とする）や、大韓民国（韓国）の大韓民国紀元（西暦と同期、三一独立運動の年、大韓民国臨時政府（上海）成立の年、1919年を元年とする）、檀君紀元（もと旧暦と同期していたが1948年以降は西暦と同期する、開天紀元ともいう、『三国遺事』に記録された檀君神話に基づき、檀君即位の年である、中国の五帝・帝堯の治世第50年 ＝ 紀元前2333年「旧暦10月3日」を元年 ＝ 即位年即位日とし、今は西暦10月3日を開天節として祝う）などの紀年法がある。1961年以降の韓国では一般の公文書には「陽暦」（西暦）を使用し、檀君紀元は使用されず、元号やそれに準じた主体紀元のような紀年法もない。西暦2025年は朝鮮主体114年（ ＝ 中華民国114年）である。

### 現代のベトナム

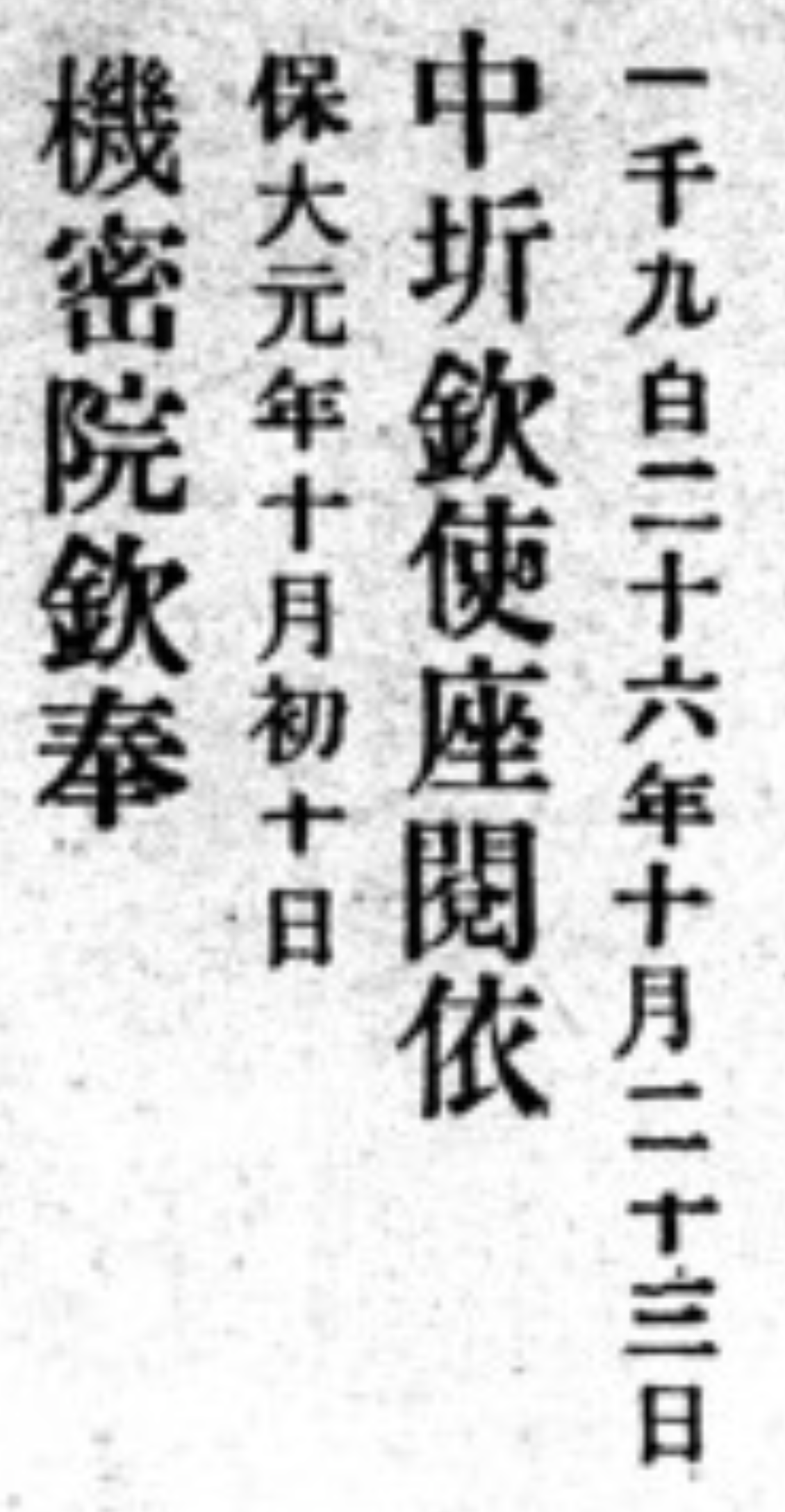
仏領インドシナ時代の漢文の公文書表記
「中圻欽使」は仏領インドシナ総督府の機関であるので西暦で、「機密院」は阮朝大南政府の機関であるので「保大」が使われている。1926年

ベトナム社会主義共和国（共和社会主義越南）の指導政党であるベトナム共産党の設立記念日は1930年2月3日（大南保大5年/旧暦1月5日）であり、必ず西暦で祝われ、旧暦1月5日に祝われることはない。一方、ベトナムもまた正月（元旦節）は台湾や朝鮮と同様に陰暦正月（旧正月）を祝う。また、元旦節や清明節、春分節などの伝統節日の紀年においては、公元（西暦）ではなく旧暦と同期した「共和社会主義越南紀元」が、ベトナム戦争を終結させたサイゴン陥落・南ベトナム革命（1975年）の翌年（1976年）以降、現在に至るまで非公式に用いられている。1976年 ＝ 共和社会主義越南32年であり、元年～31年までは観念上の存在であって遡及的に使用される。共和社会主義越南紀元は、厳密には国号であって、紀元でも元号でもないが、ローマ字やキリスト紀元（西暦）の使用が憚られる宗教建築ー村落集会所（亭）や寺、廟、族祠の棟札などには、原則として漢字（及び喃字、チューノム）と漢数字で、阮氏大南帝国時代の元号（年号）のように使用されている。実際にはローマ字や算用数字で書く場合もあり、共和社会主義越南紀元の代わりに干支と陰暦（旧暦）による紀年が用いられる場合もあって、その使用は必ずしも絶対ではない。1945～1954年まで、ベトナムの亭、寺、廟、族祠などでは西暦を避けて干支、国長年号（保大または大南保大、仏軍支配地域のベトナムにおける旧阮朝帝室の国長制は1945～55年まで継続）、国号（越南民主共和）、準国号（越南民国、1945～54年まで、ベトナム民主共和国の官報は『越南民国公報』であった）を非公式に使用したと考えられる。旧北ベトナムの亭、寺、廟、族祠などでは1954～1975年まで1945年を元年とする越南民主共和紀元が非公式に使用され、旧南ベトナムでは1955～1975年まで1955年を元年とする越南共和紀元が非公式に使用されて、現存する寺社の棟札などでその使用を確認できる。共和社会主義越南紀元の観念上の元年は、越南民主共和紀元と同じ、八月革命の年、1945年である。1945年 ＝ 大南保大20年 ＝ 越南民主共和元年 ＝ 【観念上の共和社会主義越南元年】（＝ 日本の昭和20年）である。
このほかに、同じく旧暦と同期した雄王紀元（フンヴオン紀元）がある。鴻厖紀元（ホンバン紀元）ともいう。雄王紀元は、『大越史記』及び『大越史記全書』に記録された神話（雄王祖 ＝ 帝明説）に基づき、初代フンヴオン（雄王 ＝ 涇陽王）鴻厖氏即位の年である、中国の三皇・炎帝神農氏の第三世孫（帝明）の没年 ＝ 紀元前2879年を元年とする。このため、ベトナム人の間では「ベトナム五千年の歴史」という言い回しが存在する。ベトナムでは「ベトナム（鴻厖氏文郎国）建国の年・建国の日は、初代フンヴオンの父・王祖帝明の没年であり命日・忌日（ゾー Giỗ）である」という「没年称元」の観点から、建国記念日「旧暦3月10日」を雄王祖忌（ゾートーフンヴオン、Giỗ Tổ Hùng Vương）という。雄王紀元は雄王祖忌を祝う上での観念上の紀元であり、雄王祖忌以外の場で使用されることは稀である。
1887年のフランスによる阮氏大南帝国の保護国化以降、ベトナムの一般の公文書は「西紀」（西暦と同期する）と元号（年号、旧暦と同期する）が併記され、1945年以降の独立ベトナム諸政権は元号・旧暦を廃止して「公元」（西暦）だけを使用したため、旧暦3月10日に固定されたベトナムの建国記念日（雄王祖忌）は、旧正月（元旦節）とともに、ベトナムの国民の祝日のうち「移動祝日」（毎年西暦上の日付が移動する祝日）となっている。西暦2022年1月25日 ＝ 【観念上の雄王紀元4900年旧暦正月元日】 ＝ 共和社会主義越南77年旧暦正月元日（＝日本令和4年1月25日）である。

### 東北アジア、東南アジアの神話紀元と王室の華裔伝承

#### 朝鮮・ベトナム王室の華裔伝承
旧暦と同期した中国の黄帝紀元、朝鮮（高麗）の檀君紀元、ベトナム（大越）の雄王紀元は、いずれも唐の司馬貞・補『史記』（732年頃完成、以下『補史記』と称する）の 三皇本紀 と司馬遷『史記』（紀元前90年頃完成）の五帝本紀に記載された中国神話（朝鮮の場合はプラスしてインド神話）に基づき、自らの王家の祖先を華裔（中華皇帝の血統）とする形で、13世紀までに創作された神話紀元である。『補史記』に基づいて古代の諸帝王の系譜を順に追うと、（1）第3代三皇 ＝ 初代炎帝神農氏 ＝ 帝石年、（2）帝臨魁（石年の子）、（3）帝承（帝臨魁の子）、（4）帝明（帝承の子、帝石年の三世孫）と続き、帝明の庶子がベトナムの初代フンヴオン（雄王 ＝ 涇陽王）となる。その後、（5）帝直（帝明の子、初代フンヴオン涇陽王の異母兄、ベトナムの伝承では帝宜）、（6）帝嫠（帝直の子）、（7）帝哀（帝嫠の子、ベトナムの伝承では帝来で、第二代フンヴオン貉龍君の舅 ＝ 妻・嫗姫の父）、（8）帝克（帝哀の子）（9）帝楡罔（帝克の子）と続き、帝楡罔を倒して三皇時代を終焉させ、新たな五帝時代を開始し、また干支を創ったのが、（1）初代五帝 ＝ 黄帝である。三皇のうち庖犠と女媧は蛇身であり、神農は人身だがその子孫のベトナムの第二代フンヴオン貉龍君は再び蛇身（龍種）となっており、黄帝に至ってようやく人間が世界の統治者になったと伝えられる。黄帝に続いて、（2）帝顓頊（黄帝の二世孫）、（3）帝嚳（帝顓頊の甥、黄帝の三世孫）、（4）帝堯（帝嚳の子）と続き、帝堯の治世第50年に帝釈天（インドラ、桓因）の二世孫である檀君が朝鮮に降臨した（人間ではなく熊の体であったと伝えられる。『ラーマーヤナ』物語の猿王ヴァーリンは熊王であるともいわれ、檀君同様にインドラの子孫である）。その後、（5）帝舜（帝堯の女婿）が帝堯から禅譲を受け、次いで（1）初代夏王となる禹（夏禹、禹王）が帝舜から禅譲を受けて夏朝を創業した。以後、夏 → 殷 → 周（西周）へ至り、東周・春秋戦国時代以降は神話的記述が消えて歴史時代に入る。

#### 日本皇室の華裔伝承
1872年（明治5年）に制定された日本の神話紀元すなわち神武天皇即位紀元（皇紀）は、『日本書紀』（養老4年（720年）頃完成）の紀年（元嘉暦と儀鳳暦による干支紀年）を西暦に換算し、西暦と同期しており、またその由来が『補史記』（天平4年（732年）頃）に記述された中国神話とは無関係である点で、中国の黄帝紀元、朝鮮の檀君紀元、ベトナムの雄王紀元と異なる。しかし、日本の皇室に華裔伝承がなかったわけではない。中国側では『史記』の淮南衡山列伝に徐福伝が付記されて後代の皇祖＝徐福説に影響を与え、三国志の『魏書』（魏志倭人伝）が「男子無大小、皆黥面文身。自古以來、其使詣中國、皆自稱大夫。夏后少康之子、封於會稽、斷髪文身…」と述べて皇祖＝夏少康説を紹介し、『晋書』『梁書』にも「自云太伯之後」（倭人は周室の親戚で衡山に隠棲した呉太伯の後裔を自称する）という皇祖＝呉太伯説が紹介されている。これらの華裔伝承は日本側に逆輸入され、特に日本の儒学者にとっての皇祖＝呉太伯説は、日本の仏教者にとっての反本地垂迹説と同様に、日本皇室こそ周室の後裔であり、世界の中心にして正統であり、日本儒教こそ正しい儒教であると主張できる根拠であったため、林羅山などがこれを支持した。しかし、林羅山・林鵞峰父子らの『本朝通鑑』（寛文10年（1670年）頃）には皇祖＝呉太伯説は記載されていない。一方、イエズス会宣教師ジョアン・ロドリゲスの『日本教会史』（寛永10年（1633年）頃）はもう一つの異説を採用して、「日本の皇室は姫季歴の子孫」と記載した。鄭成功の幕僚で、中国大陸南部やベトナムを転戦したのち来日した儒学者（朱子学者）の朱舜水は、武人であると同時に当時の中国最高の儒学者であり、水戸黄門（徳川光圀）の保護を受けて水戸藩の儒学者らに学問を講じ、水戸学に大きな影響を及ぼしたが、皇祖＝呉太伯説、皇祖＝姫季歴説を自著で述べていない。上記のように、朱舜水同様、林羅山もまた皇祖＝呉太伯説を自著で述べていないにもかかわらず、18世紀以降の水戸藩において、「林羅山・鵞峰らの『本朝通鑑』が皇祖＝呉太伯説を採用し、これに怒った水戸黄門、佐々介三郎（すけさん）、安積覚兵衛（かくさん）らが、林家の妄説である皇祖＝呉太伯説を断固として否定するため、『本朝通鑑』へのアンチテーゼとして『大日本史』執筆に取り組み、日本全国を探訪して史料蒐集をおこなった」という誤った伝承が存在し、『水戸黄門漫遊記』などの娯楽小説へとつながった。詳細は『本朝通鑑』による呉太伯説との関係を参照。

#### 「万世一系」「孟舟即覆」
『書経』『史記』が記述する中国神話によれば、周の武王（姫発、紀元前1070年 - 1043年ごろ）の曽祖父である古公亶父には長男（長兄）の姫太伯、次男（長弟）の姫虞仲、三男（次弟）の姫季歴がおり、呉の子爵家は姫太伯（呉太伯）の子孫、周王家（周室）は姫季歴の子孫、周の武王は姫季歴の二世孫である。『日本教会史』の皇祖＝姫季歴説は『大越史記全書』などにおける雄王祖＝帝明説と酷似し、中国と自国の帝王の兄弟関係を強調するものである。このほかに、松野氏系譜（松野連系図）にも松野氏祖先の姫氏説（呉太伯の系統）がある。皇祖＝呉太伯説、皇祖＝姫季歴説はいずれも周室と皇室は同根として、皇室の万世一系の正統性を補強するものであった。そのため、日本における皇祖＝呉太伯説の支持者たちにとって、①秦による周討伐（紀元前249年、秦の呂不韋によって攻め滅ぼされた）を正当化する理論を提供し、②周の武王による殷の紂王討伐を革命の例とした『孟子』の革命説は、周を滅ぼした理論、周を侮辱し皇祖に不敬をなす妄説であり、断固として否定すべきものであった。『孟子』は遣唐使によって早期に日本に持ち込まれていたにもかかわらず、鎌倉時代の花園天皇のような天皇自身による引用を除き、引用が憚られた。宋代の「国王一姓相伝六十四世」（『新唐書』日本伝）、明代の「有携其書（孟子）往者舟即覆溺」（『五雑俎』）などのように、日本の「天祖よりこのかた継体たがはずして唯一種まします」（『神皇正統記』における万世一系説）、「此書（孟子）を積みてきたる船は必ずしも暴風にあひて沈むよし」（『雨月物語』における孟舟即覆説）の元となる記述は中国史料が初出であるが、日本の儒教受容の当初から『孟子』が忌避されたことは事実と考えられる。日本の元号は宗教上・産業上の瑞祥を除き、基本的に四書五経を出典とするが、四書五経のうち『孟子』に由来する元号はいまだかつて存在しない。

## 元号一覧
- 元号一覧 (日本) - 西暦2025年は日本の令和7年。
- 元号一覧 (中国)
- 元号一覧 (朝鮮) - 西暦2025年は「北朝鮮の」主体114年。
- 元号一覧 (ベトナム)
- 元号一覧 (台湾) - 西暦2025年は台湾の中華民国114年。